# Garnidelia
Garnidelia  (яп. ガルニデリア гарунидэриа), стилизовано как GARNiDELiA — японский музыкальный коллектив, в состав которого входят вокалистка Ма́й Мидзуха́си (яп. 水橋 舞  Мидзухаси Май, род. 31 января 1992, преф. Ибараки) под творческим псевдонимом MARiA (яп. メイリア Мэ́йриа) и музыкант и продюсер Ёсино́ри Абэ́ (яп. 阿部 尚徳 Абэ Ёсинори, род. 5 марта 1978, Токио) под псевдонимом toku (яп. とく то́ку). Оригинальное название группы является  аббревиатурой, образованной путём словослияния из слова во фразе фр. «Le Palais Garnier de Maria» (рус. опера Марии) и названия астероида Корделия, который был открыт в год рождения Току.

## История
Музыкальный дуэт GARNiDELiA был сформирован 11 сентября 2010 года. До их встречи клавишник, композитор и аранжировщик Току уже сочинял, продюсировал (под псевдонимом とくP) и записывался с различными музыкантами, также участвуя в записях для аниме, а Мэйриа с 11 лет дебютировала айдолом в группе New man Co.,Ltd., а чуть позже пела и танцевала в вокальной девичьей группе Chix Chicks направленности ретро джаз-соул и ритм-энд-блюз духа Motown Records, работала моделью, занималась бэк-вокалом и также записывалась для аниме. Они, не зная друг друга до этого, познакомились, когда Току заинтересовался работами Мэйриа для программы Voсaloid, которой он пользовался, начав сочинять музыку для вокалоида Хацунэ Мику. Их сотрудничество началось с работы для аниме Freezing, где в качестве открывающей темы была использована песня «COLOR», ставшая их творческим дебютом. И хотя на изданном лейблом Media Factory 23 февраля 2011 года совместном саундтреке телесериала, EP «COLOR / Kimi wo Mamoritai», их авторство было обозначено ещё раздельно, позже эта песня была переиздана и вошла в официальный альбом-сборник группы. Вскоре на видеохостинге Nico Nico Douga был выложен их первый клип, на песню ARiA. Чуть позже, 31 декабря того же года, на «Comic Market 79» был распространён в виде CD-ROM их дебютный мини-альбом с лаконичным названием «ONE». В 2011 году они выпускают сингл «PRAYER», а 12 марта 2012 года на «Comic Market 82» представляют второй мини-альбом «PLUSLIGHTS -21248931-». Все эти записи были выпущены от имени «домашнего» инди-лейбла Ёсинори Абэ — Headphone-Tokyo**, и распространялись как на CD-ROM, так и доступными для скачивания, потому что до 2014 года GARNiDELiA выступала в виде независимого проекта. Также 13 мая 2012 году они впервые выступили за границей — в Шанхае на музыкальном фестивале кит. 舞動漫櫻楽祭〜ANIME ROCK CONVENTION〜, а ещё Току сочинил заглавную песню и спродюсировал для Мэйриа её первый сольный альбом — «aMazing MusiQue PaRK», выпущенный 25 июля на лейбле DmARTS. После него они также записали «MaBLE SYNDROMe» — альбом кавер-версий из репертуара вокалоида, перепетых Мэйриа и выпущенный от её имени 12 августа 2013 года, на Headphone-Tokyo**. В конце года они, как GARNiDELiA, записали трек «Break down», для музыкальной игры «CROSS×BEATS», вышедшей 2 декабря.
В 2014 году они подписали контракт с лейблом Defstar Records, на котором 5 марта вышел их сингл «ambiguous», занявший 15-ю пиковую позицию в топе ротации чарта Oricon. Заглавная песня сингла была ранее использована в качестве второй открывающей композиции аниме «Kill la Kill». Вслед за ним последовали синглы «grilletto» и «BLAZING», песни из которых (как и из «ambiguous», так и доступного для скачивания предебютного цифрового сингла «True High») предваряли и частично вошли в их первый альбом. Исполненная в том же году совместно с музыкантом Jin (яп. じん Дзин, рус. Джин) песня англ. «daze», занявшая в топе Oricon третью позицию, была использована в аниме Mekakucity Actors. 2 октября дуэт «GARNiDELiA» провёл свой первый сольный концерт «stellacage», который состоялся в «TSUTAYA O-WEST» в Сибуе. Помимо японских выступлений, в 2014 году коллектив выступил в Индонезии (19 октября, «Anime Festival Asia 2014 Indonesia») и Сингапуре (7 декабря, «Anime Festival Asia 2014 SINGAPORE»). Дебютный альбом коллектива, «Linkage Ring», был выпущен в конце января 2015 года. 11 февраля прошёл второй сольный концерт группы «stellacage vol.2» на концертной площадке «Liquid Room» в Эбису, на котором было объявлено о выходе нового сингла. 4 апреля они в первый раз побывали в США, выступив в Сиэтле на конвенте «Sakura-Con». После «майского» сингла, включавшего заглавную балладу «MIRAI», в конце августа того же года уже на Sony Music выходит второй альбом GARNiDELiA — «BiRTHiA», составленный на основе заново записанных песен из дебютных мини-альбомов их инди-эпохи. Помимо США, в 2015 они посетили Гонконг (26 июля, «Anison Dream Stage 2015», Австралию (9 августа, «SMASH») и Индонезию (26 сентября, «AFAID 2015 - Anime Festival Asia Indonesia 2015»). 18 августа был открыт их официальный фан-клуб, названный «galaxia». 29 августа они выступили как приглашённые звёзды в один из дней крупного ежегодного летнего музыкального фестиваля «Animelo Summer Live 2015 -THE GATE-». На 7 ноября был назначен их третий сольный концерт «stellacage vol.Ⅲ», прошедший в концертном зале «Toyosu PIT» (станция Тоёсу, специальный район Кото). Первым заграничным выступлением группы в 2016 году стало выступление в Тайбэе (Тайвань) в совместном сольном концерте с композитором Хатиодзи P (яп. 八王子P) — «Dream Stage „GARNiDELiA & Hachioji P“ LIVE 2016 in TAIPEI», состоявшееся 30 января. 26 марта дуэт выступил в Куала-Лумпуре (Малайзия) на аниме-конвенте «Animax Carnival Malaysia 2016». 8—9 апреля принимали участие в конвенте «Kawaii Kon» в Гонолулу. 3 мая музыканты провели свой четвёртый сольный концерт «stellacage vol.Ⅳ», событие состоялось на этот раз на концертной площадке «Akasaka BLITZ» (Акасака, Минато, Токио). 22 мая они снова побывали в Малайзии, на мероприятии, посвящённом японской поп-культуре — «Penang Anime Matsuri – Magical Summer 2016». 23—24 июля, в Сан-Франциско, они, в качестве почётных гостей, приняли участие в крупном, ежегодном фестивале японской поп-культуры «J-POP SUMMIT 2016», где не только выступали перед публикой, но и были судьями в специальном танцевальном конкурсе жанра «Odottemita», а через несколько дней уже выступали в немецком Бонне, на фестивале «Animagic 2016», проходившем с 29 по 31 июля. После выхода цифрового сингла «Burning Soul» 17 августа выходит пятый сингл, заметный элементами японских национальных мотивов, как в музыке и оформлении, так и в представлении его в промо-видео и на сцене — «Yakusoku -Promise code-» , попавший на 20 место топа. Почти сразу за ним, почти через месяц, была выпущена совместная работа с женским виртуальным дуэтом «ClariS» — сингл «clever». Обе заглавные песни из этих двух синглов были завершающими темами из телевизионного аниме сериала «Qualidea Code». Во временной промежуток между выходами этих синглов, 19 июля, музыкальный дуэт успел выступить на аниме фестивале стран Азии «AFA Thailand 2016» в Таиланде. 30 сентября они приняли участие и выступили в Атланте на одном из старейших американских конвентов, проводившимся уже в двадцать первый раз — «Anime Weekend Atlanta 2016», о чём сообщили в своих официальных твиттерах .
В конце 2016 года, 10 декабря, они выступили на своём пятом сольном концерте «stellacage vol.Ⅴ». 14 декабря у них выходит свой второй оригинальный альбом, названный «Violet Cry», в который было решено частично включить ряд их последних записей, начиная с сингла «MIRAI». Как пояснила Мэйриа о названии в их интервью, посвящённому выпуску альбома — «„Фиолетовый“ в „Violet Cry“ — это сочетание синего и красного цвета, и, я думаю, представляет эмоции, голубой — горе и печаль, красный — чувства счастья, страсти или гнева». В апреле 2017 GARNiDELiA были переведены на новый, дочерний саб-лейбл Sony Music Entertainment Japan, «Sacra Music», на котором уже 14 июня был выпущен их шестой сингл «Speed Star» с лейтмотивом полнометражного аниме фильма «Mahouka Koukou no Rettousei Movie: Hoshi wo Yobu Shoujo». Эта работа была продолжением их сотрудничества в рамках аниме проекта «Посредственный ученик магической старшей школы», для которого они в 2014 году записали «grilletto». Также они анонсировали выход своего седьмого сингла «Désir» с завершающей темой телевизионного аниме «Fate/Apocrypha» на 23 августа.

## Дискография

### Альбомы

#### Оригинальные студийные альбомы
| Оригинальные студийные альбомы | Оригинальные студийные альбомы | Оригинальные студийные альбомы | Оригинальные студийные альбомы                    | Оригинальные студийные альбомы | Оригинальные студийные альбомы |
| №                              | Дата релиза                    | Наименование                   | Вид издания                                       | Вид издания                    | Топ Oricon                     |
| №                              | Дата релиза                    | Наименование                   | First Press Limited Edition                       | Regular Edition                | Топ Oricon                     |
| ------------------------------ | ------------------------------ | ------------------------------ | ------------------------------------------------- | ------------------------------ | ------------------------------ |
| 1-й                            | 2015/01/21                     | англ. Linkage Ring             | (A) [CD+BD] DFCL-2110~1 (B) [CD+DVD] DFCL-2112~3  | [CD] DFCL-2114                 | 11#                            |
| 2-й                            | 2016/12/14                     | англ. Violet Cry               | (A) [CD+BD] SECL-2087~8 (B) [CD+DVD] SECL-2089~90 | [CD] SECL-2091                 | 21#                            |

#### Альбомы-сборники
| Альбомы-сборники | Альбомы-сборники | Альбомы-сборники | Альбомы-сборники            | Альбомы-сборники | Альбомы-сборники |
| №                | Дата релиза      | Наименование     | Вид издания                 | Вид издания      | Топ Oricon       |
| №                | Дата релиза      | Наименование     | First Press Limited Edition | Regular Edition  | Топ Oricon       |
| ---------------- | ---------------- | ---------------- | --------------------------- | ---------------- | ---------------- |
| 1-й              | 2015/08/26       | англ. BiRTHiA    | [CD+DVD] SECL-1752~3        | [CD] SECL-1754   | 27#              |

#### Мини-альбомы
| 1-й | 2010/12/31 | англ. ONE                   | [CD-ROM] GRDL-001 |
| 2-й | 2012/08/11 | англ. PLUSLIGHTS -21248931- | [CD-ROM]          |

### Синглы
| Синглы  | Синглы      | Синглы                                            | Синглы                      | Синглы          | Синглы                            | Синглы     |
| №       | Дата релиза | Наименование                                      | Вид издания                 | Вид издания     | Вид издания                       | Топ Oricon |
| №       | Дата релиза | Наименование                                      | First Press Limited Edition | Regular Edition | Limited Edition Animation Edition | Топ Oricon |
| ------- | ----------- | ------------------------------------------------- | --------------------------- | --------------- | --------------------------------- | ---------- |
| [ к 3 ] | 2011/05/01  | англ. PRAYER                                      |                             | [CD-ROM]        |                                   |            |
| 1-й     | 2014/03/05  | англ. ambiguous                                   | [CD+DVD] DFCL-2051~2        | [CD] DFCL-2053  | [CD+DVD] DFCL-2054~5              | 15#        |
| 2-й     | 2014/07/30  | англ. grilletto                                   | [CD+DVD] DFCL-2074~5        | [CD] DFCL-2076  | [CD+DVD] DFCL-2077~8              | 17#        |
| 3-й     | 2014/10/29  | англ. BLAZING                                     | [CD+DVD] DFCL-2086~7        | [CD] DFCL-2088  | [CD+DVD] DFCL-2089~90             | 14#        |
| 4-й     | 2015/05/13  | англ. MIRAI                                       | [CD+DVD] DFCL-2122~3        | [CD] DFCL-2124  | [CD+DVD] DFCL-2125~6              | 29#        |
| 5-й     | 2016/08/17  | Yakusoku -Promise code- (яп. 約束 -Promise code-) | [CD+DVD] SECL-1944~5        | [CD] SECL-1946  | [CD+DVD] SECL-1947~8              | 20#        |
| 6-й     | 2017/06/14  | англ. Speed Star                                  | [CD+DVD] VVCL-1035~6        | [CD] VVCL-1037  | [CD+DVD] VVCL-1038~9              |            |
| 7-й     | 2017/08/23  | фр. Désir                                         | [CD+DVD] VVCL-1101~2        | [CD] VVCL-1103  | [CD+DVD] VVCL-1104~5              |            |

#### Синглы с совместными работами
| Синглы с совместными работами | Синглы с совместными работами | Синглы с совместными работами | Синглы с совместными работами | Синглы с совместными работами | Синглы с совместными работами |
| №                             | Дата релиза                   | Наименование                  | Совместно с                   | Вид издания                   | Топ Oricon                    |
| ----------------------------- | ----------------------------- | ----------------------------- | ----------------------------- | ----------------------------- | ----------------------------- |
| 1-й                           | 2016/09/14                    | англ. clever                  | ClariS                        | [CD+DVD] SECL-1975~6          | 21#                           |

#### Цифровые синглы
| Цифровые синглы | Цифровые синглы | Цифровые синглы                                   | Цифровые синглы    |
| №               | Дата релиза     | Наименование                                      | Последующий альбом |
| --------------- | --------------- | ------------------------------------------------- | ------------------ |
| 1-й             | 2014/01/15      | англ. True High                                   | «Linkage Ring»     |
| 2-й             | 2016/04/13      | англ. Burning Soul                                | «Violet Cry»       |
| 3-й             | 2016/07/27      | Gokuraku Jodo (яп. 極楽浄土)                      | «Violet Cry»       |
| 4-й             | 2016/08/07      | Yakusoku -Promise code- (яп. 約束 -Promise code-) | «Violet Cry»       |

### Песни из совместных сборников
| Песни из совместных сборников | Песни из совместных сборников | Песни из совместных сборников                                             | Песни из совместных сборников      |
| Дата релиза                   | Наименование                  | Издание/издатель                                                          | Вид издания                        |
| ----------------------------- | ----------------------------- | ------------------------------------------------------------------------- | ---------------------------------- |
| 2011/02/23                    | «COLOR»                       | «COLOR / Kimi wo Mamoritai» (OST TV Anime «Freezing», EP / Media Factory) | [CD] ZMCZ-7059                     |
| 2011/07/27                    | «ARiA -ReACT-», «Risky Game»  | «Vocaloid Laboratory» (V.A. Album / Universal Music)                      | [CD+DVD] UICZ-9047, [CD] UICZ-4248 |
| 2012/03/21                    | «Go Tight!»                   | «Dream Vocalist» (V.A. Album / Sony Music Distribution)                   | [CD+DVD] SECL-1084, [CD] SECL-1086 |

## Сноски

### Комментарии
1. ↑  Песня вошла в альбом «BiRTHiA» как шестой трек. Авторство на EP указано: композитор, аранжировщик — toku; вокал — MARiA.
2. ↑   Позже вошёл в альбом «BiRTHiA» как восьмой трек.
3. ↑  Предебютный сингл, вышедший на инди-лейбле «Headphone-Tokyo**», следующие выходили на мейджор-лейблах.
4. ↑  Из ТВ аниме «Kill la Kill» (вторая открывающая тема).[1] Предварял и частично вошёл в состав песен альбома «Linkage Ring» (заглавная композиция, как двенадцатый трек и композиция «Gravity», как третий трек.
5. ↑  Из ТВ аниме «Mahouka Koukou no Rettousei» (вторая открывающая тема)[35]. Заглавная композиция вошла в состав песен альбома «Linkage Ring», как одиннадцатый трек.
6. ↑  Из ТВ аниме «Gundam Reconguista in G» (первая открывающая тема)[36]. Заглавная композиция вошла в состав песен альбома «Linkage Ring», как четвёртый трек.
7. ↑  ТВ аниме «Gunslinger Stratos» (завершающая тема).
8. ↑  ТВ аниме «Qualidea Code» (вторая завершающая тема).
9. ↑  Аниме фильм «Mahouka Koukou no Rettousei Movie: Hoshi wo Yobu Shoujo» (завершающая тема).
10. ↑  Анонс[34]
11. ↑  ТВ аниме «Fate/Apocrypha» (завершающая тема).
12. ↑  ТВ аниме «Qualidea Code» (первая завершающая тема).
13. ↑   Предварял и вошёл в состав песен альбома «Linkage Ring», как второй трек. Изначально, ранее был выпущен, как пре-продакшн CD c песней и интервью, прилагаемый к 15 выпуску журнала «Lisani!» (яп. リスアニ！ Рисани!) — Токио: M-ON!., 30 октября 2013. ISBN 978-4789772013[37].
14. ↑  Песня из компьютерной игры «Soul Worker»[38].

## Внешние ссылки
- garnidelia.com — официальный сайт Garnidelia  (яп.)
- Официальная страница GARNiDELiA на Sony Music  (яп.)